# Hogmanay
Hogmanay (med tryk på sidste stavelse) er det skotske ord for årets sidste dag og betegner den skotske fejring af nytår. Det er dog kun starten, da fejringen fortsætter til nytårsdag eller i visse tilfælde helt til d. 2. januar, som er en skotsk fridag (Bank Holiday).